# Ralph Records
Ralph Records to wytwórnia płytowa założona przez awangardową grupę muzyczną The Residents w 1972.

Pomysł wystartowania z własną wytwórnią płytową zrodził się w głowach muzyków zaraz po przenosinach do San Francisco, gdzie jak przypuszczali będą mieli większe szanse na znalezienie wydawcy dla swojej nietypowej muzyki. Ich firma została założona przez grupę ludzi przedstawiającą się jako The Residents Unincorporated (co początkowo miało być nazwą zespołu, członkowie grupy odeszli od niej jednak na rzecz krótszego The Residents) - oprócz wydawania płyt spółka założyła jeszcze skrzydło wytwórni zajmujące się tworzeniem oprawy graficznej (w zależności od źródła nazywając ją Porno Graphics, Pore-Know Graphics, Poor No Graphics, Porneaugraphics lub podobnie). Zespół wystartował również z własnym studiem nagraniowym nazwanym El Ralpho (parodia nazwy studia należącego do muzyka Sun Ra - El Saturn).

Pierwszym wydawnictwem wytwórni był podwójny singel zespołu pod tytułem Santa Dog, limitowany do kilkuset sztuk podwójny winyl rozsyłany do różnych osobistości w opakowaniu przypominającym kartkę świąteczną od towarzystwa ubezpieczeniowego - wśród adresatów znaleźli się między innymi Richard Nixon oraz Frank Zappa (do którego płyta nigdy jednak nie dotarła w związku z przeprowadzką). W dwa lata po jego wydaniu na rynku pojawiła się debiutancka płyta zespołu, Meet the Residents oraz cztery tysiące siedmiominutowych flexi dysków opartych na albumie, które dołączone zostały za darmo do jednego z wydań kanadyjskiego magazynu o sztuce File.

Od 1976 roku wytwórnią zarządzała spółka zajmująca się biznesowymi sprawami zespołu oraz kontaktami z mediami - The Cryptic Corporation (w skład której wchodzili Jay Clem, Homer Flynn, Hardy W. Fox oraz John Kennedy), która zarządzała wytwórnią aż do 1985 roku, kiedy przekazano ja w ręce kierownika działu sprzedaży firmy, Toma Timony. The Residents opuścili wytwórnię w 1987 roku, po tym wydarzeniu Timony dalej zarządzał firmą przekształcając ją na krótko w część swojej własnej wytwórni TEC Tones zanim stery ponownie zostały przejęte przez Ralpha w 1992 roku. Od tego momentu firma funkcjonuje jako mailorder EuroRalphAmerica.

Wytwórnia jest również znana ze swojego słynnego sloganu reklamowego "Buy Or Die!" (pol. "Kupuj albo umieraj!")

Do grona artystów, którzy wydawali w Ralph Records należą oprócz The Residents między innymi:

- Art Bears
- Eugene Chadbourne
- Chrome
- Club Foot Orchestra
- Freshly Wrapped Candies
- Fred Frith
- King Kurt
- MX-80 Sound
- Nash the Slash
- Michael Perilstein
- Renaldo and the Loaf
- The Residents
- Rhythm & Noise
- Schwump
- Snakefinger
- Bill Spooner
- Suckdog
- Hajime Tachibana
- Tuxedomoon
- Voice Farm
- Yello